# Neolophonotus chubbii
Neolophonotus chubbii là một loài ruồi trong họ Asilidae. Neolophonotus chubbii được Bromley miêu tả năm 1947. Loài này phân bố ở vùng nhiệt đới châu Phi.